# تاورقة
توجد بلدية تاورقة بدائرة تاورقة ولاية بومرداس تحدها شمالا بلدية سيدي نعمان وشرقا بلديتي اعفير وغربا بلدية بغلية وهي بلدية تعدادها السكاني حوالي 8500مواطن يمارس معظمهم الفلاحة كون هذه البلدية لها موقع واراضي جيدة لهذا الغرض.

## مواضيع ذات صلة
- بلديات ولاية بومرداس
- دوائر ولاية بومرداس